# Черменате
Черменате (итал. Cermenate) је насеље у Италији у округу Комо, региону Ломбардија.
Према процени из 2011. у насељу је живело 8995 становника. Насеље се налази на надморској висини од 303 м.

## Становништво
Према резултатима пописа становништва 2011. у општини је живело 9.023 становника.
| 1936. | 1951. | 1961. | 1971. | 1981. | 1991. | 2001. | 2011. |
| ----- | ----- | ----- | ----- | ----- | ----- | ----- | ----- |
| 3.651 | 4.362 | 5.342 | 6.833 | 7.516 | 8.119 | 8.599 | 9.023 |